# Sangiaccato di Hama
Il Sangiaccato di Hama (in turco Hama Sancağı, in arabo سنجق حماة‎?) era una provincia di secondo livello (Sangiaccato) dell'Impero ottomano, situata nell'odierna Siria. La città di Hama ne era la capitale. Nel 1914 aveva una popolazione di 200.410 abitanti.
Ebbe origine dalla vittoria ottomana nella Battaglia di Marj Dabiq, del 1517, per poi essere unito con il Sangiaccato di Homs nel 1522, per poi essere ri separati negli anni '50 del XVI secolo. Quando il fronte siriano crollò con la battaglia di Megiddo il 21 settembre 1918, gli inglesi conquistarono Damasco il 1 ottobre 1918 e Hama e Homs il 16 ottobre 1918, obbligando il sultano a chiedere l'armistizio.